# 卡拉卡拉修道院
卡拉卡拉修道院 (希臘語：Μονή Καρακάλλου；英语：Karakallou Monastery)是希腊阿索斯山的一座东正教修道院，名列第11位。它屹立在半岛的东南侧，有50名修士，其图书馆拥有330册手稿和3000册印刷书籍。

## 历史
它创建于11世纪。在13世纪，由于海盗和拉丁人的侵扰，卡拉卡拉修道院陷于萧条。